# Freddy Fernández (futbolista)
José Freddy Fernández Beita (San Isidro de El General, Pérez Zeledón, 25 de febrero de 1974) es un exfutbolista costarricense que se desempeñaba como defensa central y actualmente es entrenador. Es hermano de Pastor Fernández.

## Goles con selección nacional
| Gol | Fecha                   | Sede                                         | Oponente    | Marcador | Resultado | Competencia  |
| --- | ----------------------- | -------------------------------------------- | ----------- | -------- | --------- | ------------ |
| 1.  | 19 de noviembre de 2008 | Estadio Cuscatlán, San Salvador, El Salvador | El Salvador | 1 - 2    | 1 – 3     | Eliminatoria |

## Clubes
| Club                    | País       | Año         | PJ  | Goles |
| ----------------------- | ---------- | ----------- | --- | ----- |
| Municipal Pérez Zeledón | Costa Rica | 1994 - 2009 | 384 | 32    |
| Municipal Liberia       | Costa Rica | 2009 - 2010 | 11  | 0     |
| Santos de Guápiles      | Costa Rica | 2010 - 2010 | 10  | 0     |

## Palmarés
| Equipo                                      | País        | Año  | Título               |
| ------------------------------------------- | ----------- | ---- | -------------------- |
| Municipal Pérez Zeledón                     | Costa Rica  | 2004 | Torneo de Apertura   |
| Selección de Costa Rica                     | El Salvador | 2007 | Copa Uncaf           |
| Municipal Liberia                           | Costa Rica  | 2009 | Campeonato de Verano |
| Datos actualizados al 12 de agosto de 2021. |             |      |                      |